# جبعدین
جبعدین (به عربی: جبعدین) یک روستا در سوریه است که در استان ریف دمشق واقع شده‌است. جبعدین ۳٬۷۷۸ نفر جمعیت دارد.